# Euromast
L'Euromast è una torre panoramica della città olandese di Rotterdam, costruita tra il 1958 e il 1960 su progetto dell'architetto Hugh Maaskant (1907-1977) ed ampliata nel 1970. Con i suoi 185/186 metri di altezza, è l'edificio accessibile al pubblico più alto dei Paesi Bassi.
Il nome della torre rimanda al fatto che la città di Rotterdam è considerata il "cuore commerciale" dell'Europa.
L'edificio è classificato come Rijksmonument.
Una copia in scala 1:25 si trova a Madurodam, il parco di divertimento nei pressi de L'Aia.

## Ubicazione
L'Euromast si trova al nr. 20 di Parkhaven.

## Caratteristiche
L'edificio è costruito in cemento armato. Le fondamenta sono formate da 131 pali in calcestruzzo, sormontati da un blocco dello stesso materiale del peso di 1.900 tonnellate.
La torre è costituita da due parti, quella costruita nel 1960, dell'altezza di 100/101 m, e quella costruita nel 1970, la Space Tower, dell'altezza di 86 m.
La piattaforma sulla prima parte della torre ospita un ristorante e una sala espositiva. Dalla torre si può godere di una vista che spazia dal porto alla campagna circostante.
All'esterno della torre, si trova invece una cabina spaziale coperta che, partendo dalla piattaforma, risale l'edificio per 58 metri.

## Storia
L'Euromast fu inaugurata in occasione della prima edizione della "Floriade", esposizione floreale, nel 1960: all'epoca era l'edificio più alto di Rotterdam.
L'inaugurazione dell'Euromast avvenne in presenza della principessa, e futura regina, Beatrice il 25 marzo 1960.
Nel 1966 l'Euromast fu superata in altezza da un altro edificio, quello della Facoltà di Medicina, ma il record tornò a spettare all'Euromast nel 1970, quando vi fu aggiunta la Space Tower. L'Euromast divenne così nel contempo anche l'edificio accessibile al pubblico più alto dei Paesi Bassi.
Gl'interni dell'Euromast furono completamente rinnovati nel 2004.

## Galleria d'immagini

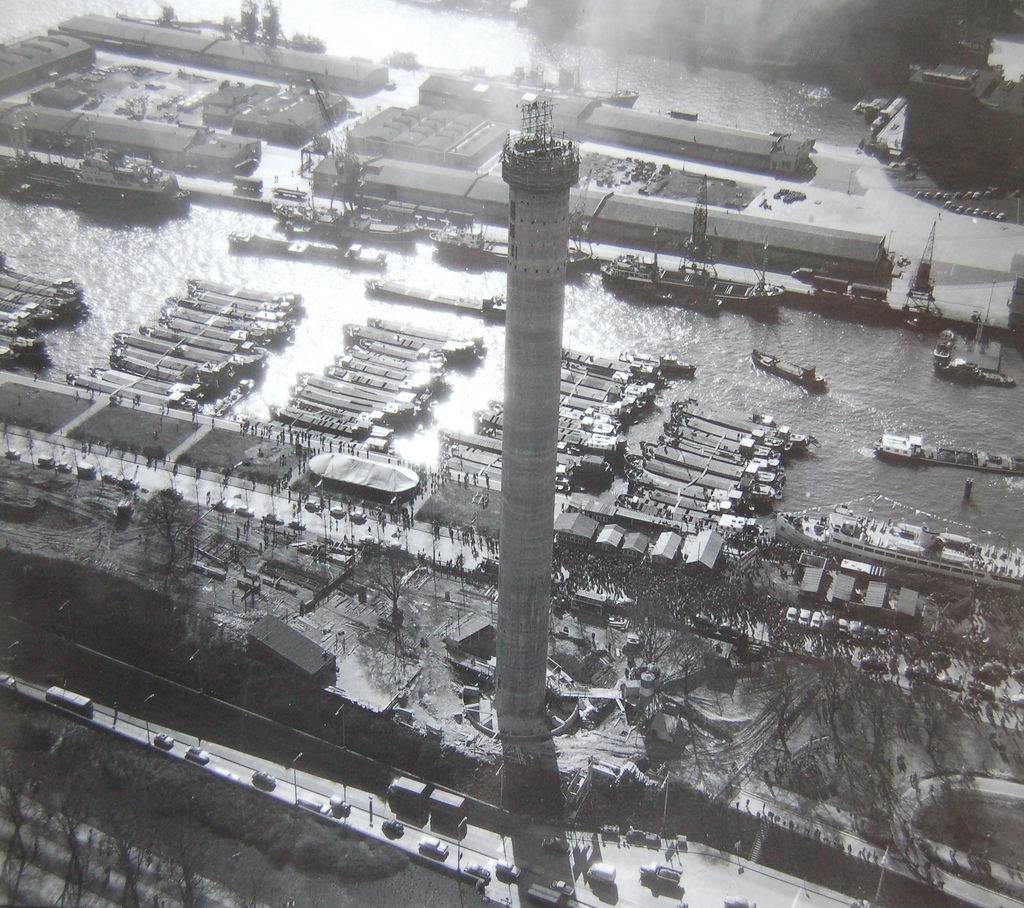
L' Euromast
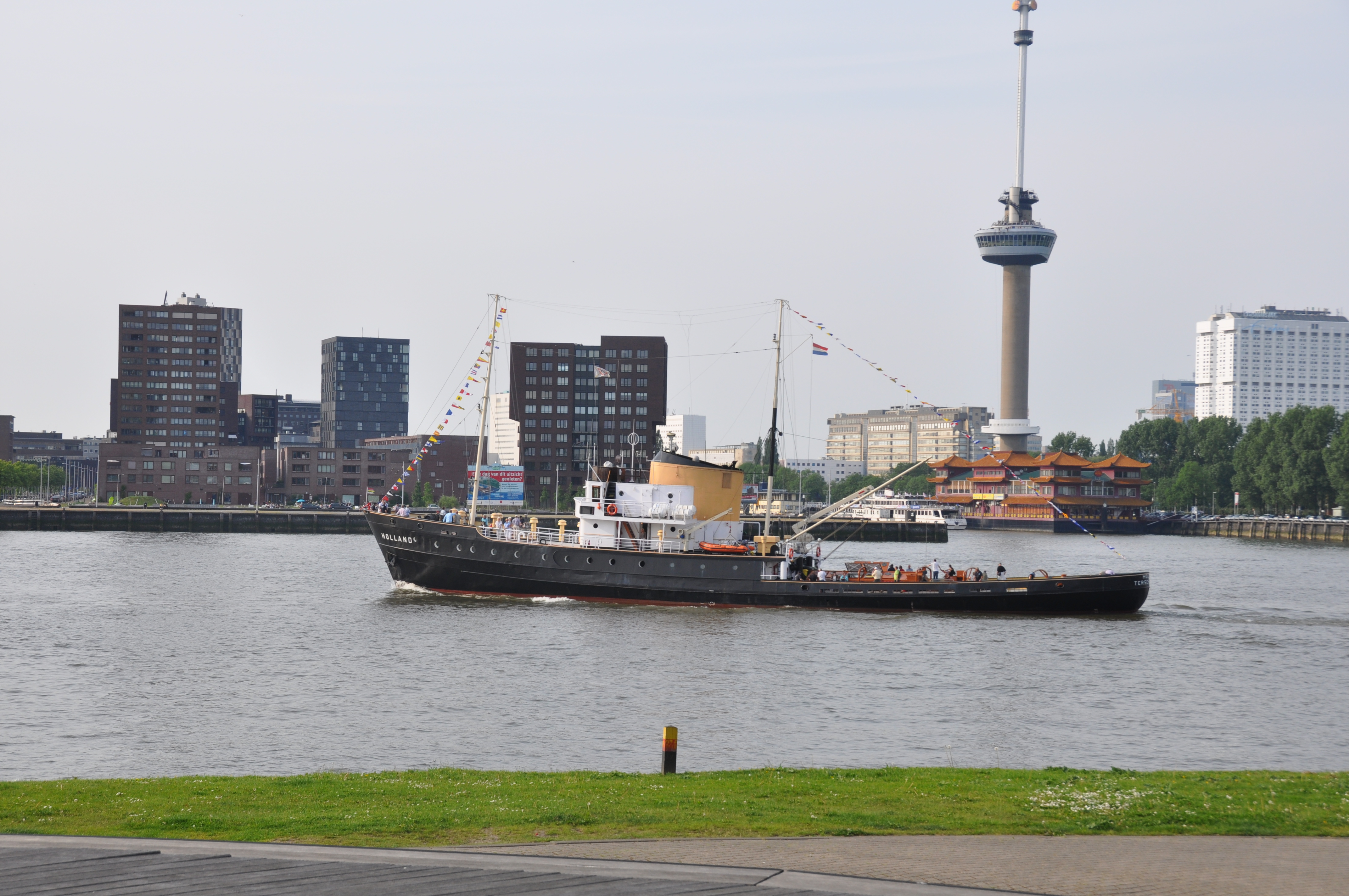
Rotterdam: veduta del porto con l' Euromast
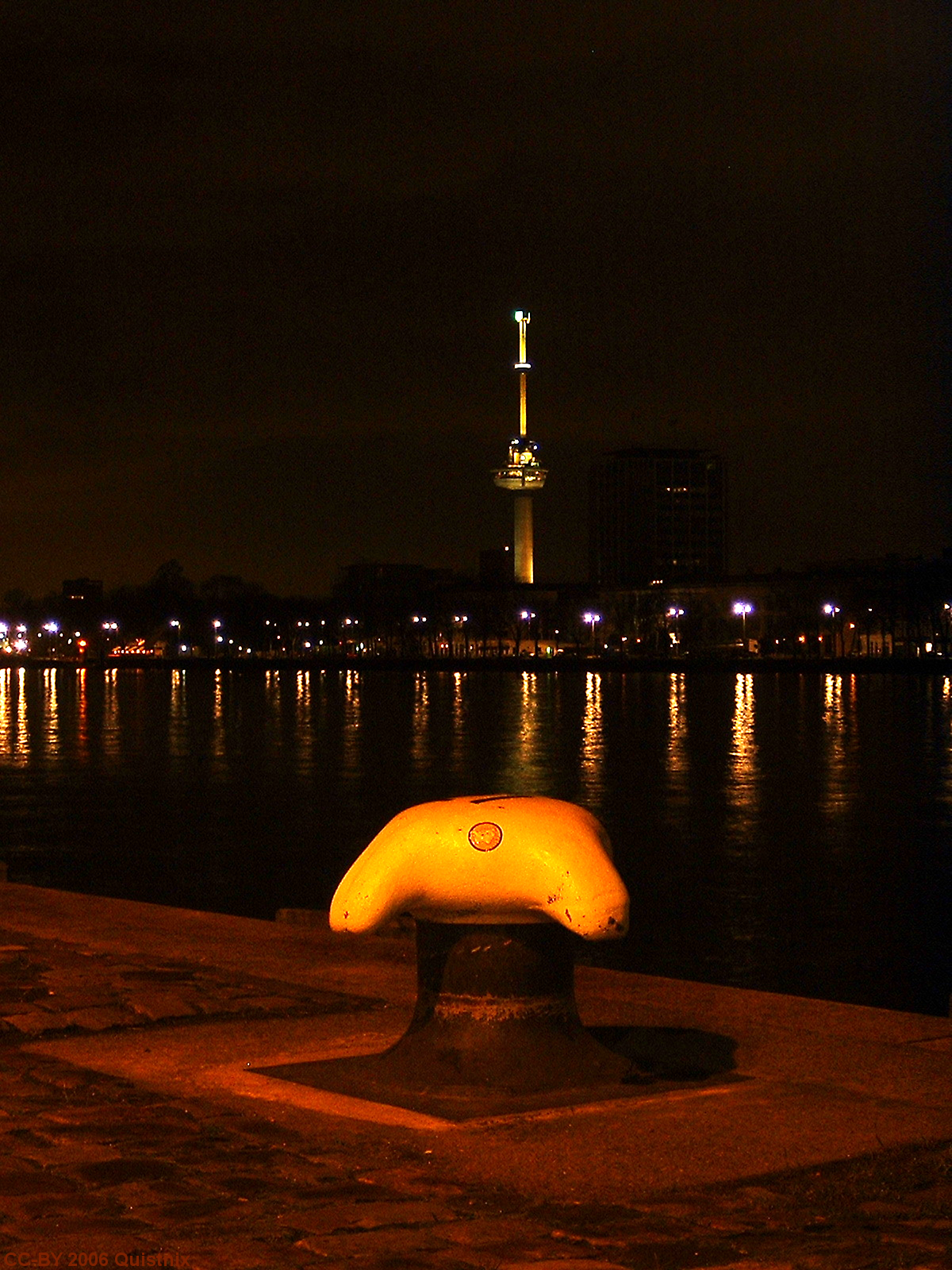
Immagine in notturna dell' Euromast nel 1959
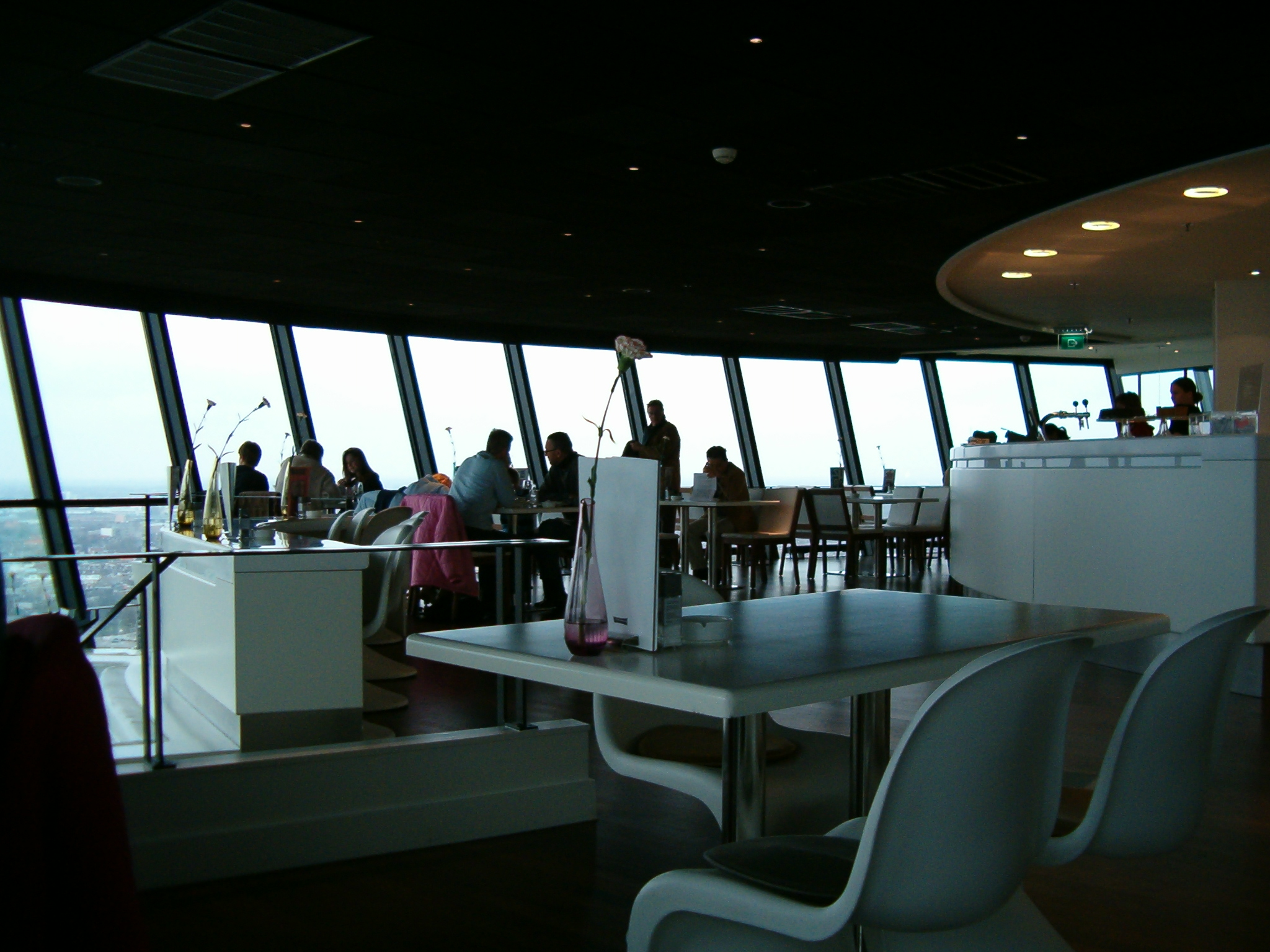
Ristorante all'interno dell' Euromast